# Aula particular
A aula particular é uma forma de aprendizado que consiste em receber um determinado tipo de instrução fora dos cursos tradicionais. Pode ser uma excelente ferramenta para quem não tem tempo de se especializar através do ensino formal mas tem interesse em aprender. Um professor particular que seja competente auxilia o interessado na busca por soluções educacionais que dificilmente poderiam ser encontradas nos meios tradicionais. É por isso que as aulas particulares podem ser mais efetivas do que uma escola ou instituição educacional, ou então atuar como complemento destas.
Hoje, são encontrados professores particulares que lecionam nas mais diversas áreas do conhecimento. No Brasil, a maioria dos professores particulares são informais, porém, nos últimos anos, algumas escolas de idiomas têm iniciado a atuação no segmento. Quando contrata uma escola de idiomas, o aluno possui um programa de desenvolvimento estabelecido pela escola e acompanhamento pedagógico individualizado.
Trata-se de uma ótima maneira de complemento financeiro para jovens estudantes universitários, mas devemos estar atentos ao encolhimento do mercado devido às novas tecnologias de automação.